# Pabellón de Bellas Artes (Sevilla)
 El  'Pabellón de Bellas Artes "'(es un edificio  que alberga el Museo Arqueológico de  Sevilla

## Historia

### Exposición beroamericana
En 1911, con vistas a la Exposición Iberoamericana, el arquitecto Aníbal González elaboró un anteproyecto que incluía cinco partes y que no fue acometido por completo. Como obras principales del proyecto original se ejecutaron tres edificios entre 1913 y 1919: el pabellón de la Industria, Manufacturas y Artes Decorativas (actualmente denominado pabellón Mudéjar, que desde 1973 alberga el Museo de Artes y Costumbres Populares); el pabellón de Bellas Artes (que desde 1946 alberga el Museo Arqueológico) y el pabellón Real. Los tres se encuentran dispuestos en torno a la plaza de América, conformada por una amplia área ajardinada en cuyo centro se halla situada una terraza elevada con un estanque y una fuente.

### Museo
En 1931 el Ayuntamiento de Sevilla propuso al Ministerio de Instrucción Pública y Bellas Artes el traslado del Museo Arqueológico Provincial al Pabellón Mudéjar de la Exposición Iberoamericana. El inspector de museos Joaquín María de Navascués apostó por trasladarlo al cercano palacio del Renacimiento, que finalmente fue cedido por el Ayuntamiento al Estado con este propósito el 31 de diciembre de 1941. El Ayuntamiento decidió que en este edificio también se expusieran los fondos del Museo Arqueológico Municipal.
De la colección arqueológica municipal se depositaron en este museo 4 172 piezas en lotes entregados en 1945, 1946 y 1950, entre las cuales había:
- Unas 1 900 piezas prehistóricas, procedentes en su mayor parte de las excavaciones de Peláez en Los Alcores.[5]
- Más de 100 piezas epigráficas desde la época romana hasta la moderna.[5]
- Unas pocas esculturas. Destacan aquí las placas con relieves de los trabajos de Hércules procedentes de Itálica, que estaban en la colección de Mateos Gago.[5]
- Más de 1 000 piezas de cerámica, entre las cuales hay lucernas, vasos, vasijas y ladrillos con relieves.[5]
- Vidrios, la mayoría romanos de uso funerario.[5]
- Metalistería prehistórica, romana, etc.[5]
- Glíptica, destacando sellos de bronce de tipo heráldico, episcopal o masónico.[5]
- Otros objetos, como capiteles, brocales de pozo, urnas, matrices de estampación en madera de naipes (siglo XIX), abanicos y objetos de la América precolombina.[5]

El Ayuntamiento no cedió monedas ni medallas de su colección. Tampoco cedió lápidas, elementos arquitectónicos considerados de menor interés ni cañones.
Tras cuatro años de obras en el antiguo pabellón, el museo fue inaugurado por Francisco Franco el 25 de mayo de 1946. El museo contaba entonces con ocho salas de exposición, un despacho de dirección y una biblioteca.
En 1958 se realizaron unas obras de la Real Sociedad de Tiro al Pichón en el cerro del Carambolo, en Camas, encontrándose entonces un tesoro de 21 piezas de oro. El arqueólogo Juan de Mata Carriazo y Arroquia identificó el hallazgo como tartésico. El 24 de febrero de 1962 la Real Sociedad de Tiro al Pichón entregó el tesoro al Estado. El tesoro fue depositado en una caja fuerte del Banco de Vizcaya. Del 7 al 27 de marzo el tesoro estuvo expuesto en el Museo Arqueológico Nacional. En diciembre de 1962 el alcalde manifestó que el tesoro debería ser adquirido por el Ayuntamiento de Sevilla y exponerse en la casa consistorial, por reunir mejores condiciones de seguridad que el Museo Arqueológico Provincial. El Ayuntamiento consiguió, el 26 de abril de 1963, que la Dirección General de Bellas Artes acordase cederle la posesión del tesoro que, salvo acuerdo contrario con la Dirección General, debería conservarse en el Museo Arqueológico Provincial. No obstante, el Ayuntamiento se tenía que hacer cargo de pagar una indemnización a los que habían encontrado el tesoro, cosa que se resolvió el 12 de junio de 1964. La cesión de derechos sobre el tesoro en favor del Ayuntamiento sevillano se llevó a cabo el 18 de septiembre de 1964. Entre el 19 de septiembre de 1964 y el 30 de octubre de 1967 el tesoro fue expuesto en la casa consistorial. En el Museo Arqueológico Provincial se realizaron obras para aumentar la seguridad y a partir de noviembre de 1967 pudo ser expuesto en la sala oval del museo. No obstante, en 1978 se consideró que no estaba lo suficientemente seguro en este museo y fue depositado en la caja fuerte de un banco.
Desde el 1 de marzo de 1962 una serie de museos españoles, entre los que se encontraba el Museo Arqueológico Provincial de Sevilla, fueron declarados por el gobierno monumentos histórico-artísticos.
En 1969, por iniciativa del director general de Bellas Artes, Florentino Pérez Embid, se llevó a cabo una reforma del ala este del edificio. El arquitecto José Galnares Sagastizábal acondicionó cinco nuevas salas para exponer epigrafía, las antigüedades que provenían otros yacimientos aparte de Itálica (sobre todo de Mulva y Carteia) y las antigüedades paleocristianas, visigodas y andalusíes. Las nuevas salas fueron inauguradas el 5 de diciembre de 1970.
Entre 1972 y 1973 se reordenaron y ampliaron estos espacios. También se consiguió tener nuevas salas cegando las galerías de la fachada posterior. También se acondicionó parte del ala oeste del semisótano para exponer objetos prehistóricos y protohistóricos.
En 1973 se llegó a las 23 500 visitas y la cifra se mantuvo por encima de las 20 000 hasta llegar a las 31 100 de 1980. En 1983 se llegó a más de 57 000 visitantes.
Entre 1980 y 1981 el arquitecto Manuel Lafarga cambió las techumbres del edificio. Aníbal González las había diseñado casi todas de cristal con estructura de hierro, pero esto las hacía difíciles de mantener y provocaban temperaturas extremas. Se construyeron nuevos techos de obra, que además eran más seguros contra la lluvia.
En 1983 se produjo el traspaso de competencias de los museos y la arqueología desde el Ministerio de Cultura del Gobierno de España a la Consejería de Cultura de la Junta de Andalucía.Entre el 3 de octubre de 2009 y el 28 de febrero de 2010 se expusieron en el museo las piezas originales del Tesoro del Carambolo. En enero de 2012 se expusieron de nuevo las piezas originales de este tesoro en una sala monográfica pero a los pocos meses fueron retiradas por el gasto en seguridad que requería tenerlo expuesto, estimado en 145 000 euros anuales.
El arquitecto sevillano Guillermo Vázquez Consuegra ganó un concurso nacional en diciembre de 2009 para la reforma completa del edificio y la renovación del discurso museográfico. El proyecto contempla abrir el salón ovalado central como recibidor y colocar ascensores acristalados, así como mejoras sustanciales que repercutirán en la iluminación y la climatización del edificio.
Bajo la sala oval del museo se creará una cámara de acorazada para poder exponer en ella de forma permanente los tesoros del Carambolo, de Mairena del Alcor y de Ébora.
Los Presupuestos Generales del Estado han reservado fondos para la rehabilitación desde 2011. Por ejemplo, en 2013 se destinaron 350 000 euros y en 2022 se destinaron 300 000 euros.
En enero de 2020 el museo fue cerrado y empezó su vaciamiento para poder acometer las obras.
 Este vaciamiento de piezas terminó en mayo de 2023.
En junio de 2023 se licitaron las obras de rehabilitación por un coste de 26,6 millones de euros.
En 2008 se proyectó en la pedanía de San José de La Rinconada un centro logístico de la Junta de Andalucía para servir de depósito a este museo. El centro estaba operativo en 2022. En él se guardarán las piezas que no se expongan. También se conservarán en él las piezas del museo mientras se ejecuta la reforma proyectada.